# Morsang-sur-Seine
Morsang-sur-Seine là một xã ở tỉnh Essonne thuộc vùng Île-de-France miền bắc nước Pháp.
Theo điều tra dân số năm 1999, dân số xã này là 380 người. Ước tính dân số năm 2005 là 492.
Danh xưng cư dân địa phương Morsang-sur-Seine trong tiếng Pháp là Morsandiaux.